# ハインリヒ・クロイツ

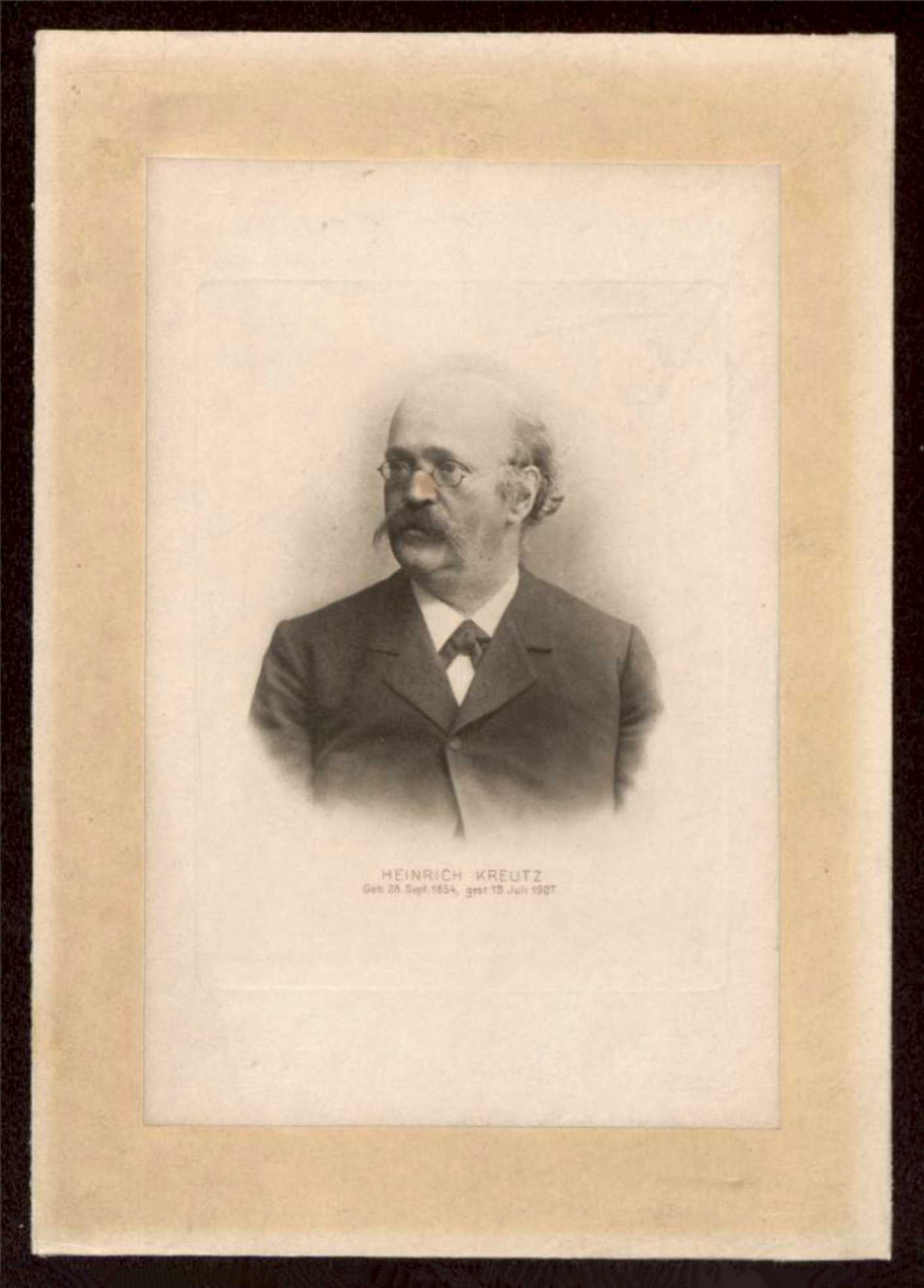
ハインリヒ・クロイツ

ハインリヒ・カール・フリードリヒ・クロイツ（Heinrich Carl Friedrich Kreutz、1854年9月8日 - 1907年7月13日）は、ドイツの天文学者である。太陽に非常に接近する彗星（サングレーザー）の多くが数百年前に分裂した一つの非常に巨大な彗星の破片であることを示した。これらの彗星はクロイツ群と呼ばれている。

## 生涯
クロイツはジーゲンに生まれた。ボン大学で、アーダルベルト・クリューガー (Adalbert Krüger) やエドゥアルト・シェーンフェルト (Eduard Schönfeld) に学んだ。1880年にウィーンでテオドール・オッポルツァー (Theodor Oppolzer) のもとで数ヶ月働いた。1882年にベルリンの天文計算センター (Astronomisches Recheninstitut) で計算係を務め、1883年にキール大学へ移り、クリューガーのもとで働いた。1889年から観測も行うようになり、1891年にはキール大学の天文学の教授となった。この頃クリューガーの娘と結婚した。1896年にクリューガーが亡くなると、クリューガーの後をついで天文雑誌『アストロノミシェ・ナハリヒテン』 (Astronomische Nachrichten) の仕事を受け継いだ。
クロイツは太陽に非常に接近するいくつかの彗星の軌道を調べ、それらがほとんど同一の軌道を周っていたことから、これらの彗星は巨大な彗星が分裂したものだと結論した。クロイツ群のひとつが1965年に出現した池谷・関彗星で、非常に明るくなった彗星として知られる。